# Wskaz (metrologia)

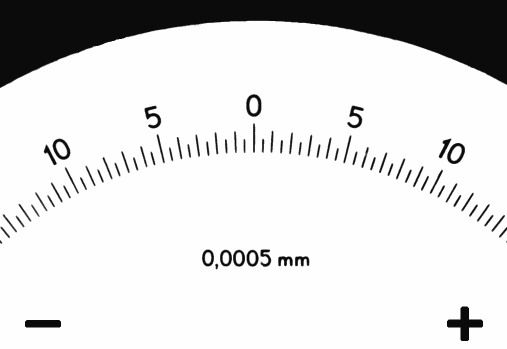
Wskazy w formie kresek i ocyfrowanych kresek na podzielni kreskowej mikrokatora

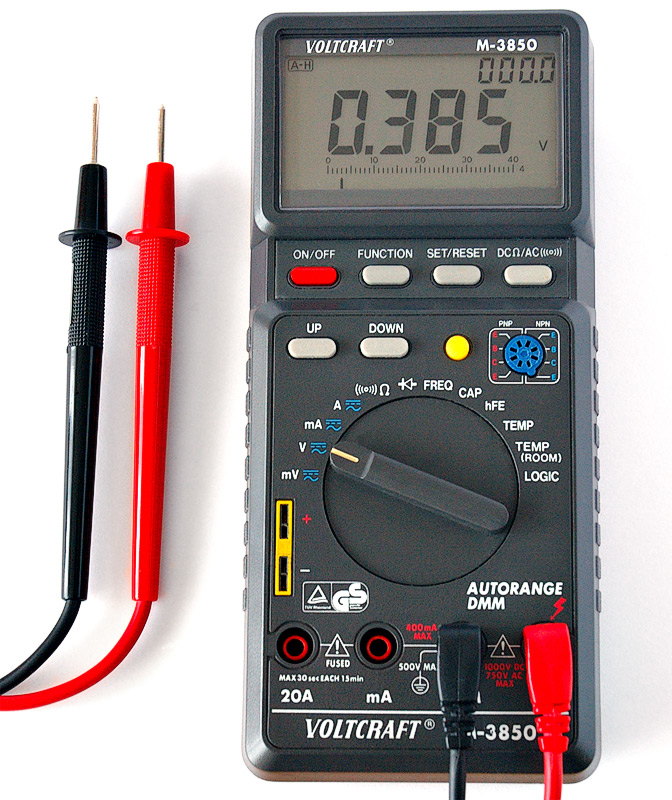
Wskazy w formie cyfr na wielofunkcyjnym mierniku elektrycznym

Wskaz – znak na urządzeniu wskazującym narzędzia pomiarowego odpowiadający określonym wartościom  wielkości mierzonej przez to narzędzie.
Wskazy mogą mieć postać:
- kresek lub ocyfrowanych kresek (podziałka kreskowa)

- cyfr (podziałka cyfrowa),

- punktów (podziałka punktowa)
- wrębów (podziałka wrębowa).